# Halling (Moselle)
Pour les articles homonymes, voir Halling.
Halling est un hameau et une ancienne commune française du département de la Moselle, rattachée à Puttelange-lès-Thionville depuis 1811.

## Toponymie
- Anciennes mentions : Haldingen (775)[1], Halling (1756)[2].
- En allemand : Hallingen bei Pütlingen[2]. En francique lorrain : Haléngen[3] et Haléng.

## Histoire
Ancien fief avec justice, mouvant du roi de France et dépendant du marquisat de Rodemack en 1681.
Chef-lieu communal après 1789, Halling fut rattaché à la commune de Puttelange par un décret du 9 décembre 1811.
En 1817, cette localité comptait une population de 69 individus, 9 maisons et un territoire productif de 93 hectares dont 3 en bois.

## Lieux et monuments
- Chapelle Saint-Willibrord, construite en 1741.